# Frits Lemaire

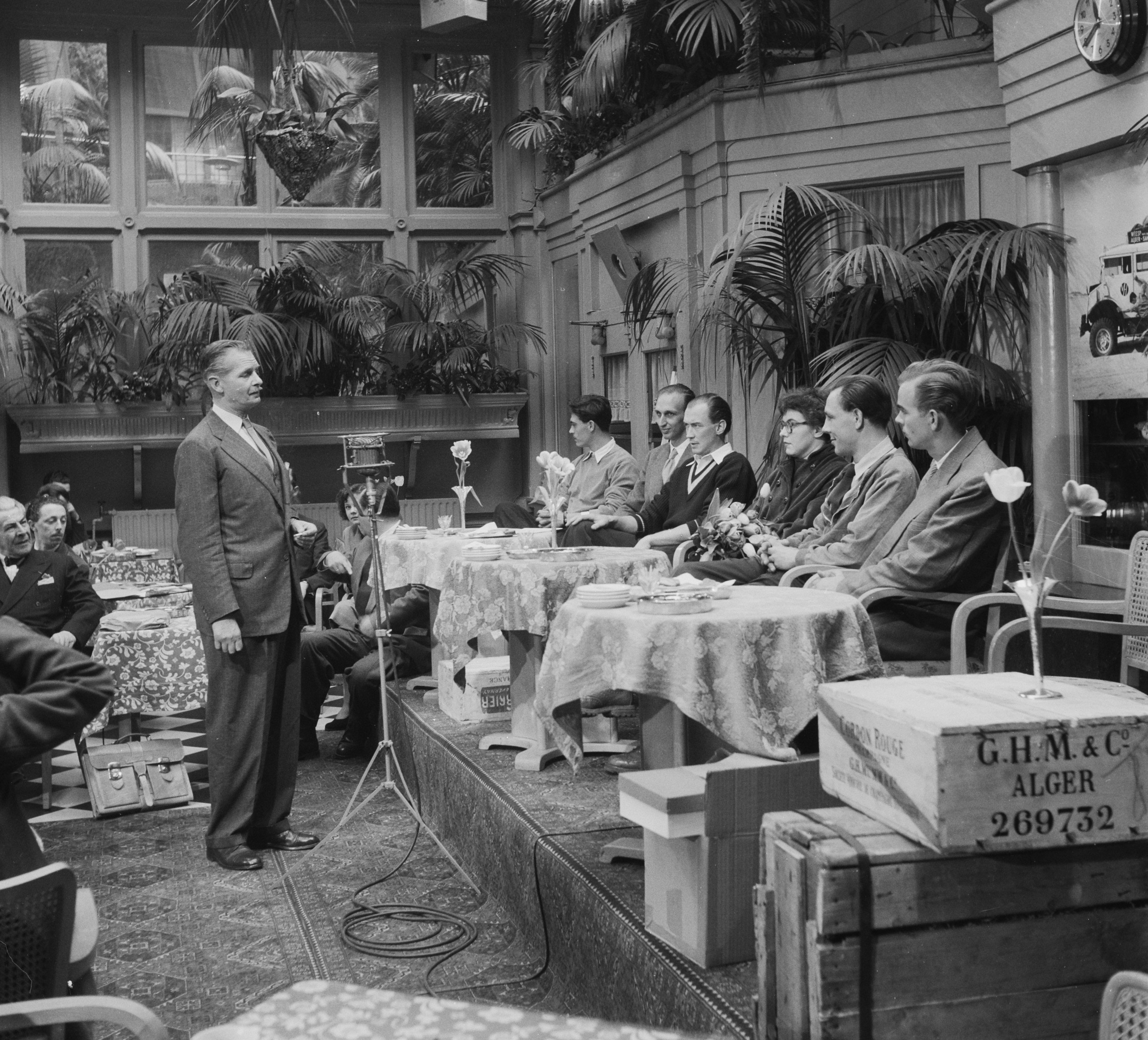
Terugkeer Van Houten-expeditie (april 1952). V.l.n.r. achter de tafel: Joes Odufré, fotograaf Frits Lemaire, cineast Theo van Haren Noman, Mimi Jaffré, producer Louis van Gasteren en een onbekende man. De toespraak wordt gehouden door Jaap van Mesdag, een van de firmanten van Van Houten

Frederik Louis ('Frits') Lemaire (Amsterdam, 7 maart 1921 - Amsterdam, 28 december 2005) was een Nederlandse cameraman, fotograaf en handelaar in niet-westerse kunst.

## De vooroorlogse jaren
Frits Lemaire volgde een handelsopleiding maar verzeilde via zijn neef Cor Lemaire in de filmindustrie, waar hij op jeugdige leeftijd zijn loopbaan begon als belichtingsassistent bij de opnamen van de bioscoopfilm De ballade van de hooge hoed, die in 1937 werd uitgebracht door de Nederlandsche Filmassociatie 'Visie' in Amsterdam. Van assistent bracht hij het al snel tot assistent-cameraman en vervolgens tot cameraman, waarbij hij veel leerde van zijn oudere collega Emil van Moerkerken. In 1940 werkte Lemaire in opdracht van de Nederlandsche Smalfilm Centrale als cameraman aan de film Zeven jongens en een oude schuit naar het jongensboek van A.C.C. de Vletter, die in 1942 in alle Cineacs werd vertoond. Daarna viel het werk voor cameraman en fotograaf Frits Lemaire stil.

## Oorlogsjaren
Frits Lemaire heeft zich niet aangemeld bij de Cultuurkamer, noch was hij lid geworden van het in het leven geroepen Fotografengilde. Omdat hij betrokken was bij het vervalsen van persoonsbewijzen - hij behoorde tot de kring van Gerrit Jan van der Veen - werd hij in de winter van 1942 gearresteerd door de Sicherheitsdienst en met vijf andere gedetineerden vier en halve maand in één cel gevangengezet in het Huis van Bewaring aan de Amstelveenseweg. Door de bemiddeling van een Duitse klant, die in de winkel in exotica van Frits' vader terloops naar de kinderen informeerde, werd hij uiteindelijk niet op transport gezet.

## Na de oorlog
Lemaire had zich ook vroeg bekwaamd in de fotografie, waarvoor zijn belangstelling al in 1936 was gewekt door een bezoek aan een tentoonstelling van de foto's van Henri Berssenbrugge. Maar als niet-gediplomeerde was het na de oorlog uiterst moeilijk om als vakfotograaf aan de slag te komen. Op voorspraak van Willem Sandberg werd hem een ministeriële vrijstelling verleend waardoor hij zich officieel kon vestigen. Begin jaren vijftig werkte Lemaire als assistent van fotograaf Willem Meijboom mee aan fotosessies op Paleis Soestdijk ten behoeve van de Oranjekalenders, uitgegeven door Pro Juventute. Een spectaculaire onderneming voor hem was in 1951 een expeditie naar West-Afrika voor chocoladefabriek Van Houten om daar de cacaobonenproductie en -oogst vast te leggen in een promotiefilm. Hij werkte daarbij samen met de cineast Louis van Gasteren. De film Bruin Goud ging in 1952 in première; aan deze chocolade-expeditie, alsmede aan de foto's die Frits Lemaire in Afrika maakte met zijn Rolleiflex, werd een halve eeuw later een tentoonstelling gewijd in het Tropenmuseum.
Steeds dicht in de buurt van het toneel en de acteurs, specialiseerde Lemaire zich in de eerste plaats tot toneelfotograaf. Na foto's te hebben gemaakt van de vriendenkring van Cees Laseur, kreeg hij van hem de eerste theateropdracht. Een groot deel van de naoorlogse Nederlandse theaterfotografie is daarna uit zijn handen gekomen. Vanaf 1949 fotografeerde hij onder meer voor Cor Ruys, de Nederlandse Comedie, Globe, Haagse Comedie, het Rotterdams Toneel, cabaretgroep Tingel Tangel, het gezelschap van Fien de la Mar en optredens van Wim Kan en musicals van Annie M.G. Schmidt. Van vele acteurs en actrices maakte hij de portretten. Legio foto's in het Nederlands Theater Jaarboek zijn van de hand van Lemaire. Tussen 1951 en 1973 maakte hij elf keer de Foto van het Jaar, een uitverkiezing van de lezers van het Jaarboek. Vanaf 1952 werkte Lemaire nauw samen met zijn nieuwe compagnon Willem Wennink. Fotostudio Lemaire en Wennink was gevestigd aan de Reguliersgracht. Toen Wennink in 1968 naar Frankrijk verhuisde, ging Frits Lemaire alleen verder als Studio Lemaire. In 1987 stopte hij definitief met de theaterfotografie.

## Galeriehouder en studiofotograaf
In 1988 nam hij met zijn zuster Trees de gerenommeerde etnografische kunsthandel van zijn vader Louis Lemaire over, Galerie Lemaire aan de Reguliersgracht, en beperkte zich voortaan tot studiofotografie van kunstvoorwerpen. Zelf verzamelde hij lichaamssieraden uit Oceanië en kunstvoorwerpen van de Inuit. Het minutieus bijgehouden archief van de Galerie, bestaande uit vele duizenden foto's van exotische objecten, compleet met de aankoopgegevens en de prijzen van weleer, werd in 2004 aangekocht door het Metropolitan Museum of Art in New York. Dit fotoarchief wordt beschouwd als historisch erfgoed en een belangrijke bron voor de kennis van de handel in tribale kunst in West-Europa. Etnografische kunstobjecten van Galerie Lemaire zijn onder meer aangekocht door het Wereldmuseum Rotterdam, het Wereldmuseum Leiden en het Ethnologisches Museum in Berlijn.
Frits Lemaire stierf in 2005 op 84-jarige leeftijd. De kunsthandel wordt momenteel voortgezet door Finette Lemaire, Frits' dochter.

## Over Frits Lemaire
- Adriaan Elligens, Frits Lemaire, in: Geschiedenis Nederlandse Fotografie. Antwerpen: Voetnoot, november 1994, pp. 1-17; afbn. a t/m j.
- Joan Veldkamp, De schatkamer van Galerie Lemaire, in: PS van de Week (stadsmagazine van Het Parool) 21 mei 2005, pp. 29-33.